# Schmöckwitzer Werder

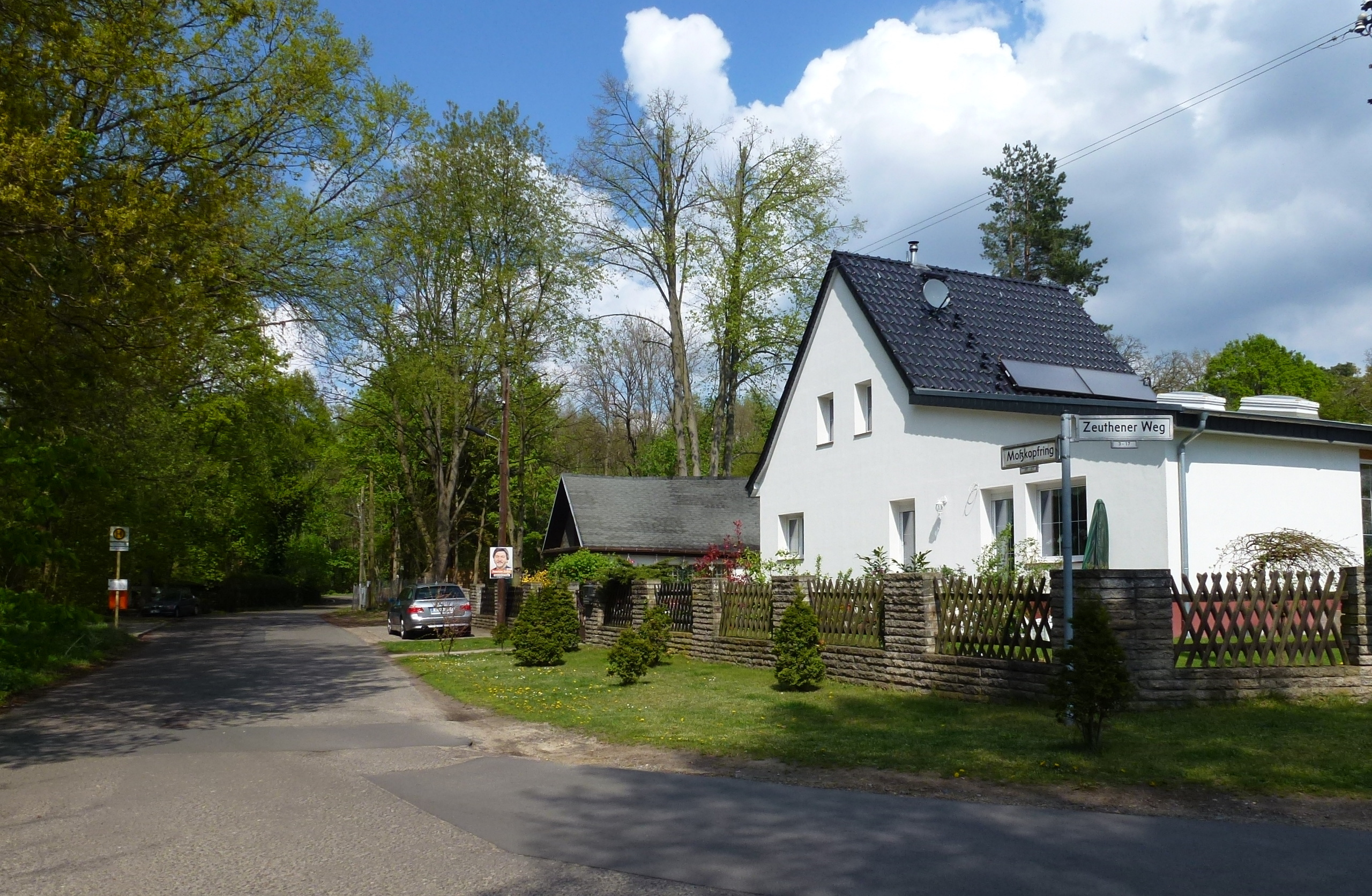
Moßkopfring südlichste Straße Berlins

Der Schmöckwitzer Werder ist eine Halbinsel und Waldgebiet im Ortsteil Schmöckwitz des Berliner Bezirks Treptow-Köpenick. Er gehört zu den Köpenicker Heiden.

## Name
Der erste Teil des Namens leitet sich von dem benachbarten Dorf Schmöckwitz ab. Der zweite Teil leitet sich vom althochdeutschen Wort für Flussinsel ab.

## Geographie
Der Schmöckwitzer Werder hat eine Nord-Süd-Ausdehnung von rund 7 Kilometern und eine Ost-West-Ausdehnung von einem bis zwei Kilometern. Östlich wird der Schmöckwitzer Werder vom Wernsdorfer See, Krossinsee und dem Großen Zug begrenzt. Westlich begrenzen der Zeuthener See und der Seddinsee den Werder.

## Geschichte
Der Schmöckwitzer Werder wurde 1516 erstmals in einer Urkunde erwähnt. Kurfürst Joachim I. veräußerte damals das Amt Köpenick an Georg Flans. In der Urkunde steht: "Uff dem Schmeckwischen werder mag er auch jagen; so wir aber oder unser erben alda jagen wollen, soll er still steen uff demselb werder."
1752 wurde auf dem Nordzipfel des Schmöckwitzer Werders das Spinnerdorf Gosen gegründet. Seit 1891 teilt der Oder-Spree-Kanal den Werder in eine größere Süd- und eine kleinere Nordhälfte.

## Verkehr

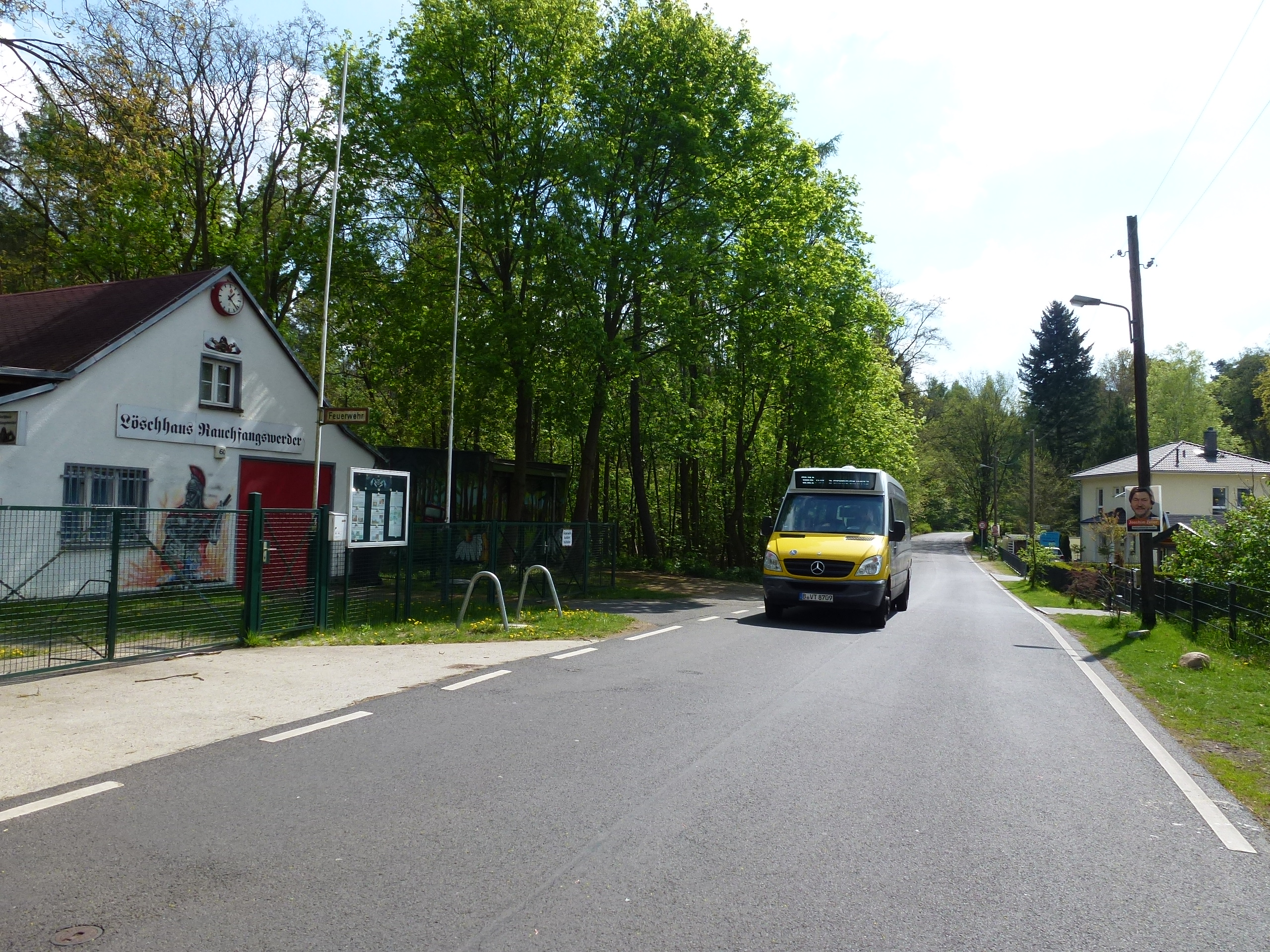
Löschhaus Rauchfangswerder mit Bus 168

Die Buslinie 168 verbindet Alt-Schmöckwitz mit Rauchfangswerder. Die Buslinie 733 der RVS verkehrt von Königs Wusterhausen über Wernsdorf nach Zeuthen.

### Gestelle
Von Süd nach Nord wird der Schmöckwitzer Werder von den Gestellen A bis K, von Ost nach West von den Gestellen a bis e durchzogen.

### Wege
Der Schwarze Weg zwischen Schmöckwitz und Gosen ist heute in seiner Gesamtlänge erhalten, jedoch durch den Oder-Spree-Kanal unterbrochen. Weiterhin bestehen auf beiden Uferseiten des Werders Uferwege.

### Straßen
Der alte Weg von Schmöckwitz nach Wernsdorf ist heute etwas nach Süden verlegt und zu einer Straße ausgebaut. Die Wernsdorfer Straße durchquert den Schmöckwitzer Werder auf einer Länge von knapp drei Kilometern. Von der Wernsdorfer Straße zweigt nach Süden das Gestell e ab, das als Schmöckwitzer Damm zur Straße ausgebaut ist und die einzige Zufahrtsstraße zu Rauchfangswerder darstellt.

### Kanäle

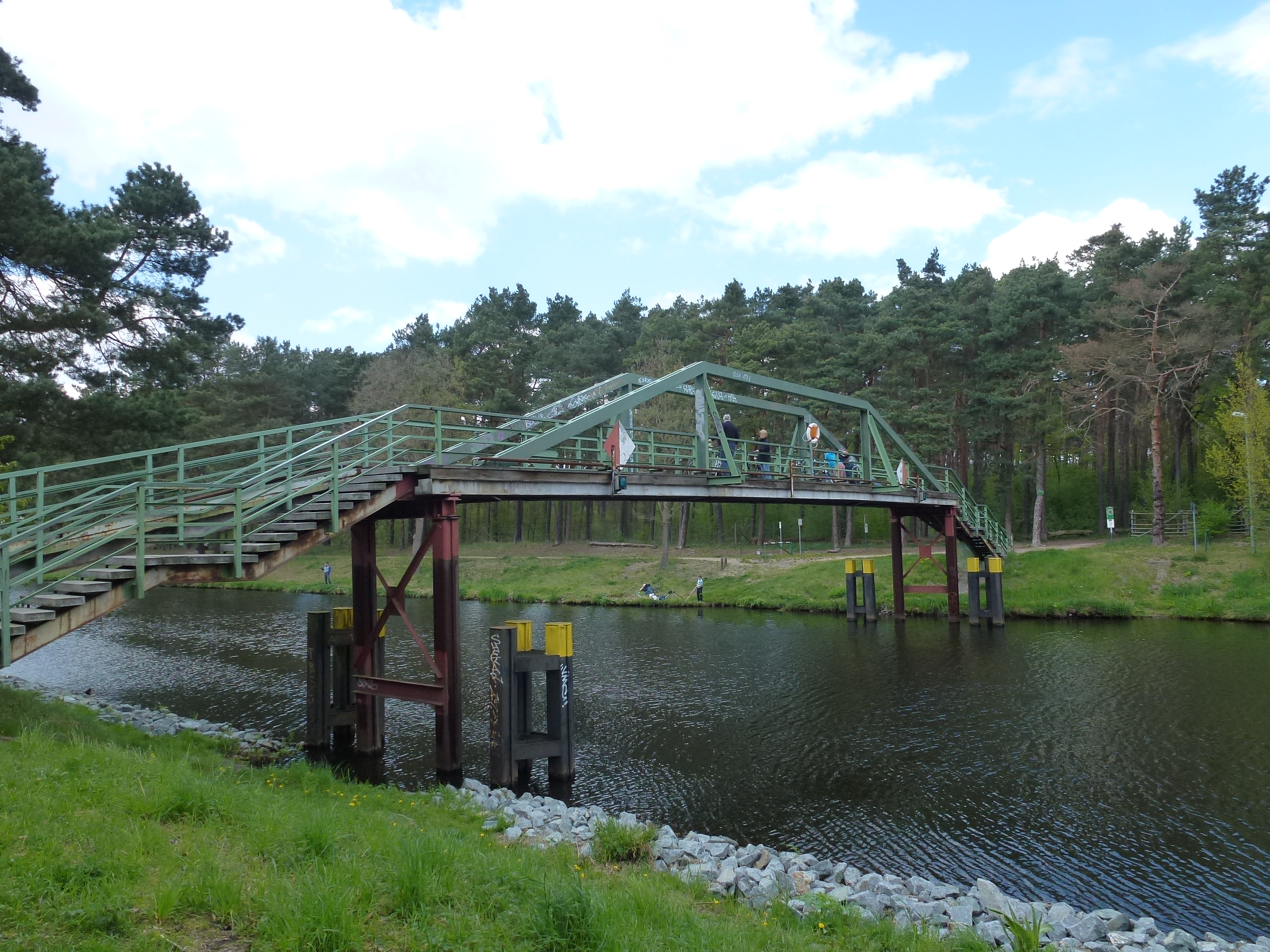
Wernsdorfer Straße Brücke über den Oder-Spree-Kanal

Der Oder-Spree-Kanal durchsticht den Werder vom Wernsdorfer See zum Seddinsee.

## Siedlungen

### Gosen
An der Nordspitze des Schmöckwitzer Werders wurde 1752 auf Geheiß Friedrich II. das Spinnerdorf Gosen gegründet. Der heutige Ortsteil von Gosen-Neu Zittau nimmt die Nordspitze des Schmöckwitzer Werders ein.

### Schmöckwitz
In der Mitte des Schmöckwitzer Werders befinden sich sowohl auf der Schmöckwitzer wie auch auf der Wernsdorfer Uferseite einige Häuser, die zusammenfassend als Schmöckwitzwerder bezeichnet werden. Am Ufer des Zeuthener Sees liegt ein Campus der japanischen Teikyō-Universität.

### Rauchfangswerder
An der Südspitze des Schmöckwitzer Werders befindet sich die Siedlung Rauchfangswerder. Die Siedlung ist zweigeteilt. Die eine Hälfte befindet sich auf der Südspitze des Werders, die andere Hälfte befindet sich auf einer Landzunge etwas nordwestlich davon. Rauchfangswerder ist die südlichste Siedlung und der südlichste Punkt von ganz Berlin.